# ماهیچه چهارگوش ران
ماهیچه چهارگوش ران ماهیچه‌ای مسطح و چهارگوش است که در سمت خَلفی (پسین) مفصل ران قرار دارد. خاستگاه آن کنار بیرونی برجستگی تکمه‌ای تهیگاهی (توبروزیته ایسکیال) و پایانگاه آن تکمه چهارگوش روی ستیغ اینترتروکانتریک (میان‌بَستگاهی) استخوان ران است. سر ثابت آن تکمه بزرگ استخوان نشیمنگاهی و سر متحرک آن ستیغ خطوط بین تروکانتری (تکمه جلوئی و عقبی) است.
کارکرد این ماهیچه، چرخش به خارج استخوان ران در مفصل استخوان بی‌نام و همچنین به عنوان اداکتور پا است. ماهیچه چهارگوش ران یک نزدیک کننده قوی ران و پایدار و تثبیت‌کننده مفصل ران در حفرهٔ حقه‌ای (استابولوم) است.
عصب‌دهی آن از عصب چهارگوش ران (S1-L4) و عصب برای ماهیچه دوقلوی (جملوس) پایینی است.

## نگارخانه

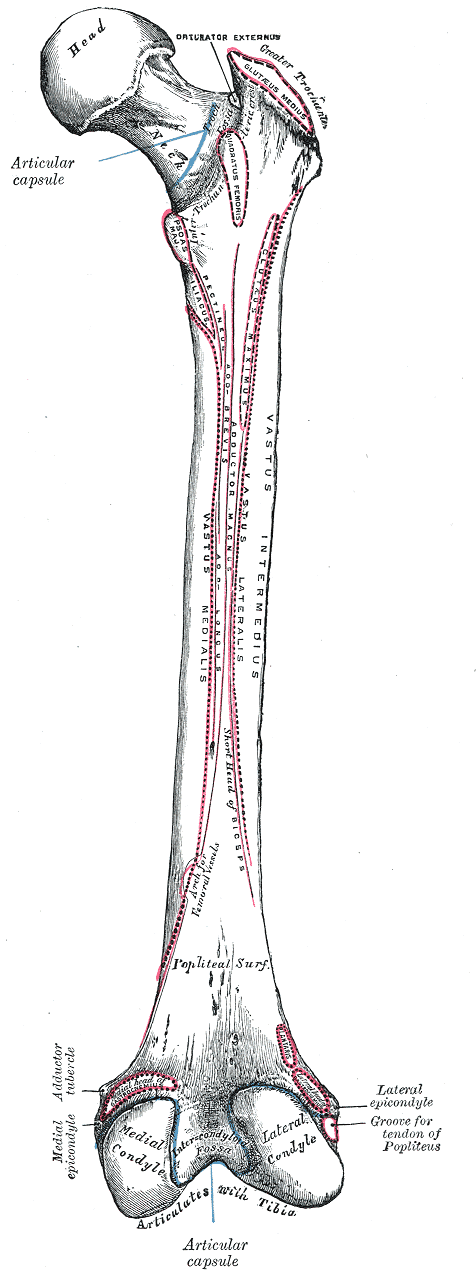
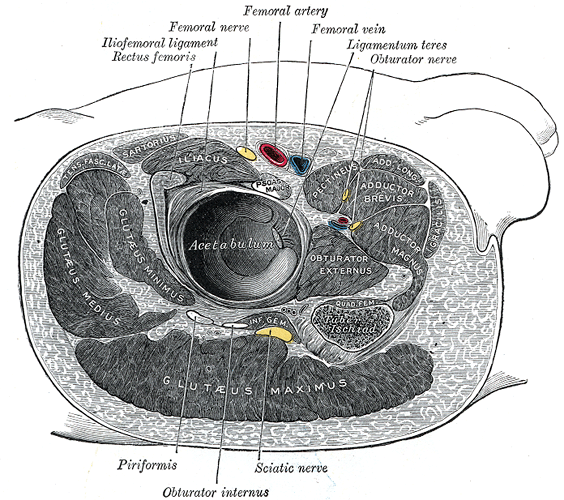
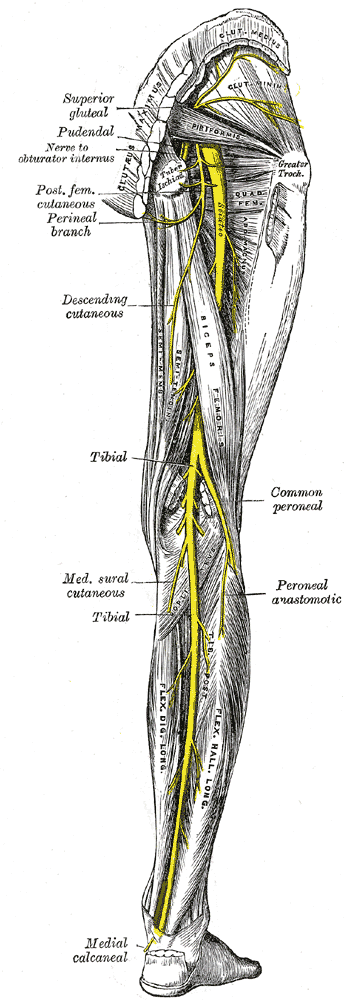
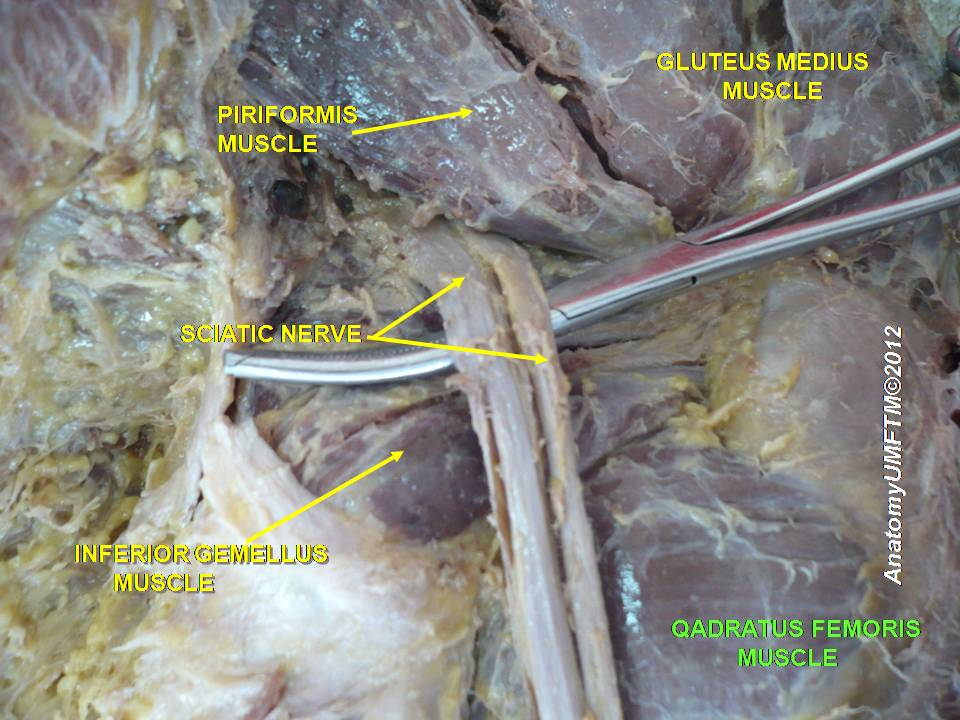